# Kevin Alejandro
Kevin Michael Alejandro (San Antonio, 7 de abril de 1976) é um ator e diretor norte-americano, mais conhecido por seus papéis como Nate Moretta na série policial Southland, como Daniel “Dan” Espinoza na série Lucifer, como Jesús Velásquez no thriller sobrenatural True Blood, como Sebastian Blood/ Irmão Sangue na série Arrow.

## Filmografia

### Cinema
| Filmes | Filmes                                            | Filmes            |
| Ano    | Título                                            | Papel             |
| ------ | ------------------------------------------------- | ----------------- |
| 2011   | Cassadaga                                         | Mike              |
| 2011   | Red State                                         | Harry             |
| 2011   | The Legend of Hell's Gate: An American Conspiracy | August Edwards    |
| 2009   | Crossing Over                                     | Gutierrez         |
| 2009   | Wake                                              | Detective Daniels |
| 2008   | Creature of Darkness                              | Emillio           |
| 2006   | Faceless                                          | Lucas Renosa      |
| 2003   | Graduation Night                                  | Fishman           |
| 2002   | Purgatory Flats                                   | Owen Mecklin      |

### Televisão
| Televisão | Televisão                         | Televisão                       |
| Ano       | Título                            | Papel                           |
| --------- | --------------------------------- | ------------------------------- |
| 2003      | Crossing Jordan                   | Connor Marshall                 |
| 2003      | Las Vegas                         | Ray Duran                       |
| 2004      | Dr. Vegas                         | Raul Ortiz                      |
| 2004      | Charmed                           | Malvock                         |
| 2004-2005 | The Young and the Restless        | Dominic Hughes                  |
| 2005      | 24                                | Kevin McCollin                  |
| 2005      | JAG                               | Corporal Jude Dominick          |
| 2005      | Alias                             | Cesar Martinez                  |
| 2005      | CSI: New York                     | Tom Martin                      |
| 2005      | Threshold                         | Marcus                          |
| 2005      | Medium                            | Jason Morrow                    |
| 2006      | E-Ring                            | Miguel Carrera                  |
| 2006      | Without a Trace                   | Casey Miller                    |
| 2006      | Big Love                          | The Hustler                     |
| 2006      | CSI: Miami                        | Carlos Santigo                  |
| 2006      | NCIS                              | Jaime Jones                     |
| 2006-2007 | Sleeper Cell                      | Benito "Benny" Velasquez        |
| 2006-2007 | Ugly Betty                        | Santos                          |
| 2007      | Drive                             | Winston Salazar                 |
| 2007-2008 | Shark                             | Danny Reyes                     |
| 2008      | Sons of Anarchy                   | Esai Alvarez                    |
| 2008      | Burn Notice                       | Raul                            |
| 2008-2009 | Weeds                             | Rudolpho Mason                  |
| 2009      | Knight Rider                      | Victor Galt                     |
| 2009      | Heroes                            | Agent Jenkins                   |
| 2009      | Drop Dead Diva                    | Michael Fernandez               |
| 2009      | Melrose Place                     | Anton V.                        |
| 2009-2011 | Southland                         | Nate Moretta                    |
| 2010      | The Deep End                      | Connor Smith                    |
| 2010      | The Mentalist                     | Victor Bandino                  |
| 2010      | Psych                             | Dane Northcutt                  |
| 2010      | Parenthood                        | Mike                            |
| 2010      | Law & Order: Special Victims Unit | Victor Ramos                    |
| 2010-2012 | True Blood                        | Jesus Velasquez                 |
| 2011      | Bones                             | Hercules "El Tornado" Maldonado |
| 2012      | Breakout Kings                    | Benny Cruz                      |
| 2013      | Golden Boy                        | Christian Arroyo                |
| 2014      | Grey's Anatomy                    | Officer Dan Pruitt              |
| 2013-2014 | Arrow                             | Sebastian Blood / Brother Blood |
| 2015      | The Returned                      | Xerife Tommy Solano             |
| 2016-2021 | Lucifer                           | Dan Espinoza                    |

### Internet
| Web  | Web             | Web    |
| Ano  | Título          | Papel  |
| ---- | --------------- | ------ |
| 2008 | Gemini Division | Amasso |